# Klórossav
A klórossav gyenge, szervetlen sav, képlete HClO2. A tiszta klórossav instabil, benne a klór oxidációs száma +3. Diszproporcióval hipoklórossavra és klórsavra bomlik (ezekben a klór oxidációs száma rendre +1, illetve +5):
2 HClO2   →   HClO  + HClO3
Nehéz tisztán előállítani, de konjugált bázisa, a klorition ClO−2 stabil, egyik ismert sója a nátrium-klorit. A nátrium-kloritot és a hasonló sókat néha felhasználják klór-dioxid előállítására.

## Előállítása
Előállítható bárium-klorit és hígított kénsav reakciójával:
Ba(ClO2)2 + H2SO4 → BaSO4 + 2HClO2

## Tulajdonságai
A klórossav erős oxidálószer, bár ezt a tulajdonságát némileg ellensúlyozza diszproporcióra való hajlama.
A klór az egyetlen halogén, mely HXO2 összegképletű izolálható savat alkot. A fluor, mivel nem oxidálható, csak hipofluorossavat képez. A brómossavat és a jódossavat nem izolálták. A brómossav sói (a bromitok) ismertek, a jódossav sói (a joditok) azonban ismeretlenek.

## Fordítás
- Ez a szócikk részben vagy egészben  a   Chlorous acid című angol Wikipédia-szócikk ezen változatának fordításán alapul.  Az eredeti cikk szerkesztőit annak laptörténete sorolja fel. Ez a jelzés csupán a megfogalmazás eredetét és a szerzői jogokat jelzi, nem szolgál a cikkben szereplő információk forrásmegjelöléseként.